# 시프트 키 (가수)
시프트 키(Shift K3Y, 1993년 5월 27일 ~ )는 잉글랜드의 싱어송라이터, 디제이이다.